# Antonio Rubbo Müller
Antonio Rubbo Müller (Jundiaí, 8 de marzo de 1911 - São Paulo, 6 de agosto de 1987). fue un sociólogo brasileño, autor de la Teoría de la Organización Humana. Fue fundador, director y profesor titular de Antropología Social de la Fundación Escuela Pos-Graduada de Sociología Política de São Paulo -FESP- Instituto de la Universidad de São Paulo, Brasil.
Nacido en Jundiaí, municipio del estado de Sao Paulo, Brasil, descendiente de padre alemán y de madre italiana. Alumno de Alfred Reginald Radcliffe-Brown y Edward Evan Evans-Pritchard en la Universidad de Oxford (1939), tuvo que interrumpir el doctorado en Antropología Social por la guerra. Se casó con la geógrafa Nice Lecocq en 1942. Terminada la guerra reinicia sus estudios para graduarse finalmente en 1951. En los registros de la historia de la Antropología y Sociología de Brasil, Müller aparece entre los primeros y más activos de sus miembros. Dirigió congresos, participó en la creación de la Revista de Antropología de la Universidad de São Paulo, en la creación de la Revista de Sociología de la FESP, al lado de Claude Lévi-Strauss, Roger Bastide, Egon Schaden, Florestan Fernandes, Fernando de Azevedo, Herbert Baldus, Gioconda Mussolini y otros pioneros. 

## Teoría de la Organización Humana
Por la influencia del Funcionalismo estructuralista recibida en Oxford, determinó una teoría para abarcar todo lo que contenía una comunidad primitiva o moderna. Planteó en su teoría 14 sistemas o sectores sociales que representan una comunidad. 
Publicó su tesis con el mismo título en 1958. Después relacionó los 14 sectores como elementos que describían también la personalidad y cualquier entidad social. De esta manera publicó Componentes de la Estructura de la Personalidad. Su aporte es definitivo en dos aspectos: instauró el uso de esquemas, cuadros, mapas mentales, referenciales gráficos de doble entrada para sintetizar conceptos dentro de su teoría e inició la aplicación de la metodología didáctica de Seminario Panto-Isocrático precursora de las actuales dinámicas de grupo.